# Каарепере
Ка́арепере (эст. Kaarepere) — деревня в волости Йыгева уезда Йыгевамаа, Эстония.

## География и описание
Расположена у железной дороги Таллин—Тарту, в 11 км к юго-востоку от волостного и уездного центра — города Йыгева. Высота над уровнем моря — 79 метров.
По западной и южной границе деревни протекает река Лаэва.
Климат умеренный. Официальный язык — эстонский. Почтовый индекс — 49201.

## Население
По данным переписи населения 2021 года, в Каарепере насчитывалось 277 жителей, из них 256 (92,4 %) — эстонцы.
По данным переписи населения 2011 года, в деревне проживали 263 человека, из них 243 (92,4 %) — эстонцы.
Численность населения деревни Каарепере по данным переписей населения:
| Год  | 1959 | 1970  | 1979  | 1989  | 2000  | 2011  | 2021  |
| ---- | ---- | ----- | ----- | ----- | ----- | ----- | ----- |
| Чел. | 213  | ↘ 176 | ↗ 395 | ↗ 445 | ↘ 341 | ↘ 263 | ↗ 277 |

## История
В источниках 1756 года упоминается Kareperrest, 1768 года — Caraperrewallast.
С середины XVI века имеются сведения о мызе Керсель (нем. Kersel, ранее Вальтерсгоф, нем. Waltershof (1589–1590 Wolter Moize)), эстонское название которой — Каарепере (эст. Kaarepere mõis) происходит от фамилии Шаренберг (von Scharenberg), владельцев мызы Керсель с 1601 года.
В 1920-х годах, после земельной реформы, на землях бывшей мызы возникло поселение, называвшееся посёлком Арукюла (эст. Aruküla alevik) или поселением Каарепере (нем. Kaarepere asund). В 1977 году, в период кампании по укрупнению деревень, его присоединили к деревне Пиккъярве (эст. Pikkjärve).
Современная деревня Каарепере — это населённый пункт, возникший на границе XIX–XX веков вокруг железнодорожной станции Каарепере и православной церкви. Название она получила в 1977 году по эстонскому названию расположенной в 3 км от неё мызы Керсель, до этого называлась деревней Арукюла (эст. Aruküla küla (1582 Arro, 1627 Arrokülla))..
В 1953 году на расположенной на территории деревни братской могиле советских воинов, павших в Второй мировой войне (исторический памятник с 1997 до 2023 года), был установлен памятник с надписью «Бойцам Советской армии, павшим в Великой Отечественной войне» (по советским данным в могиле захоронено 60 человек, по эстонским — 41). В протоколе от 30 ноября 2022 года рабочая группа по советским памятникам при Госканцелярии Эстонии признала памятник «красным монументом», подлежащим демонтажу и замене на т.н. «нейтральный» с надписью «Жертвы Второй мировой войны». Памятник был демонтирован в 2023 году (см. Список советских военных памятников Эстонии).

## Инфраструктура
По состоянию на 2023 год в деревне работали детский сад (отделение детского сада «Нукитсамеэс» посёлка Паламузе, общая группа для 2—7 летних детей), народный дом, библиотека, магазин торговой сети «Coop» и дом престарелых. В деревне находятся православная церковь святого Евфимия Суздальского и святой Марии Египетской (построена в 1898 году) и кладбище.
C 1897 по 2008 год в деревне работала школа (с 1991 года — основная школа), которая закрылась в связи с малочисленность. учащихся.
Здание железнодорожного вокзала Каарепере, , построено в 1927 году по типовому проекту в стиле традиционализма. Представляет собой  двухэтажное деревянное строение прямоугольного плана с вальмовой крышей. Сохранило свой первоначальный вид и детали. В настоящее время находится на территории деревни Кассинурме.

Деревня Каарепере
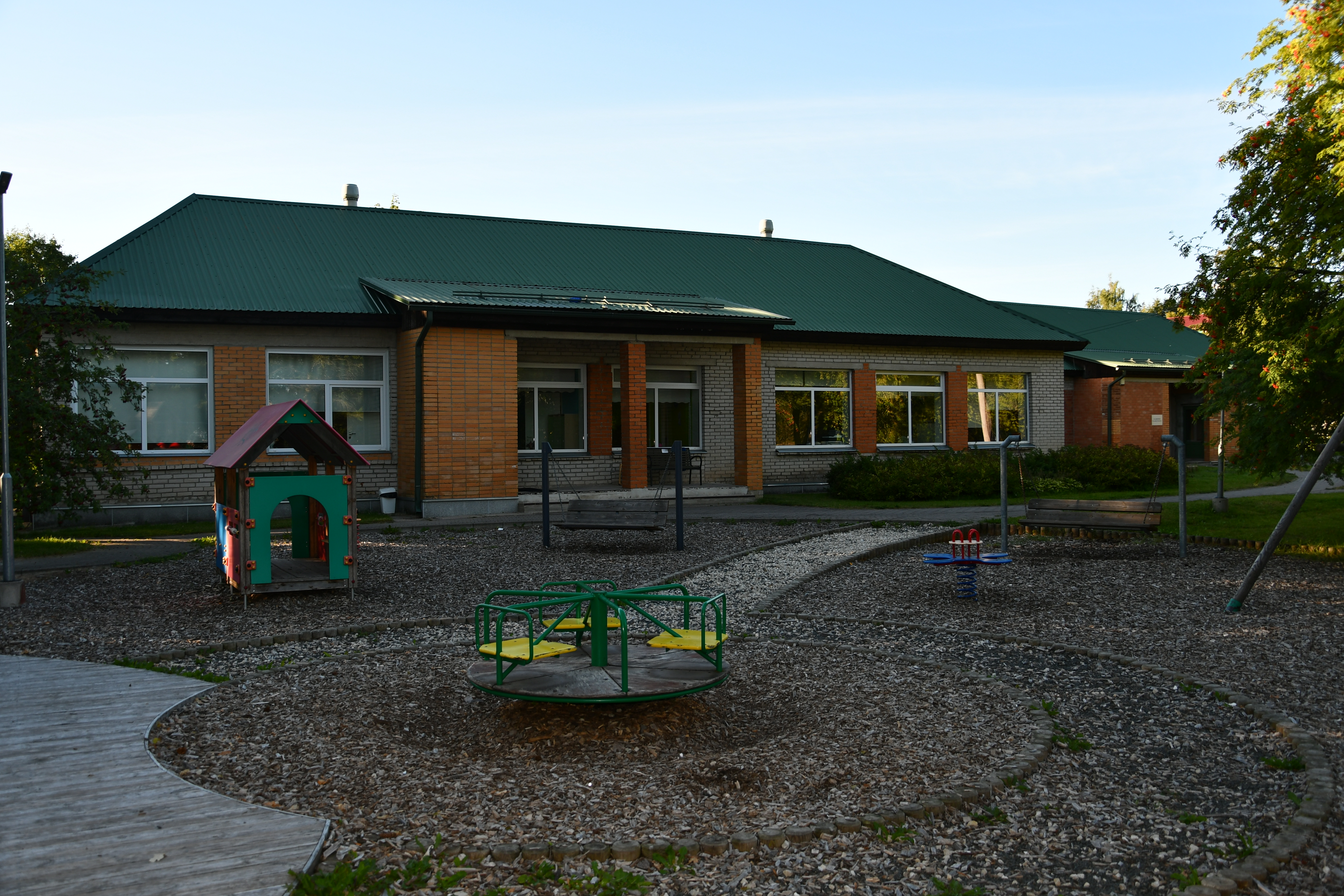
Детский сад и библиотека
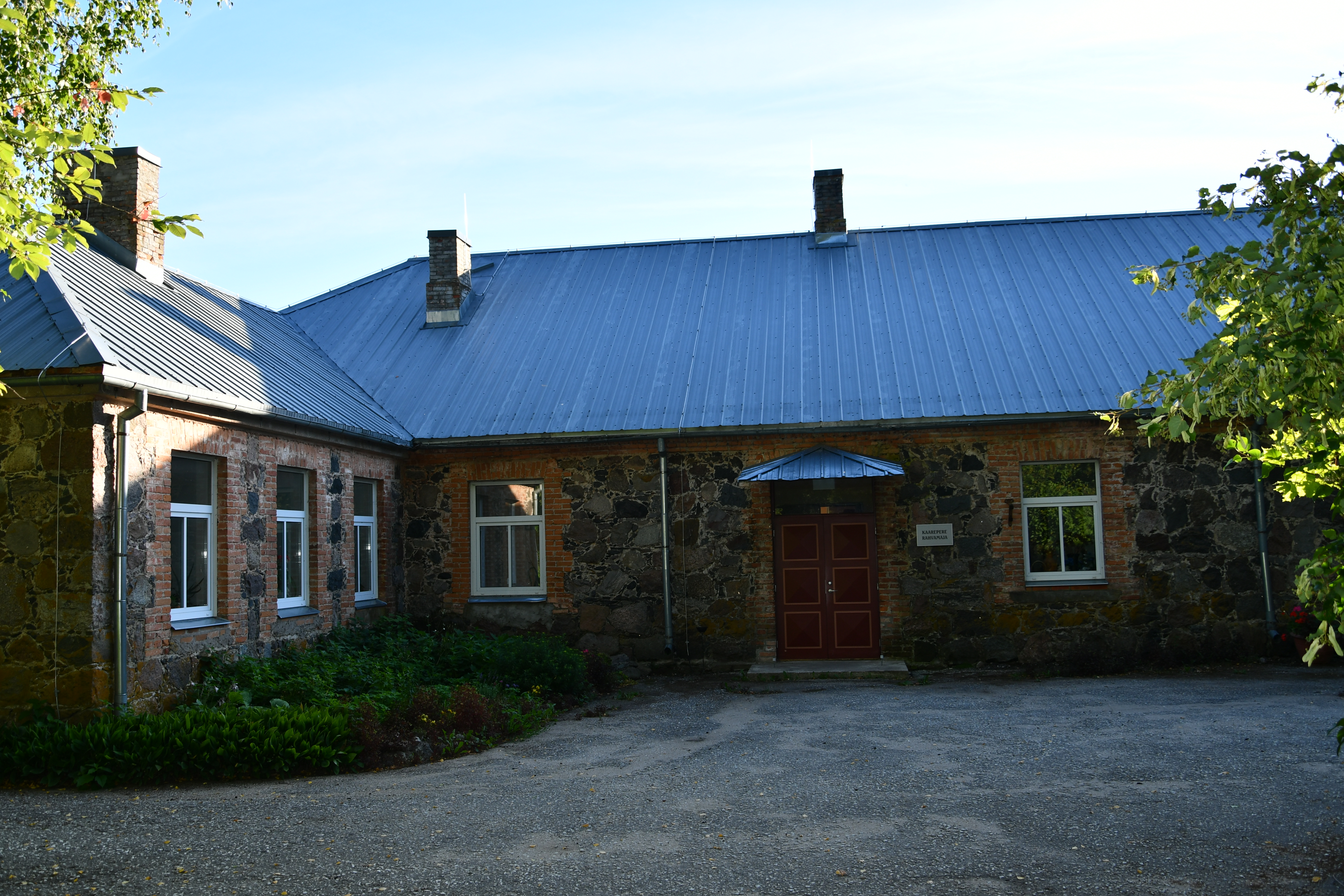
Народный дом
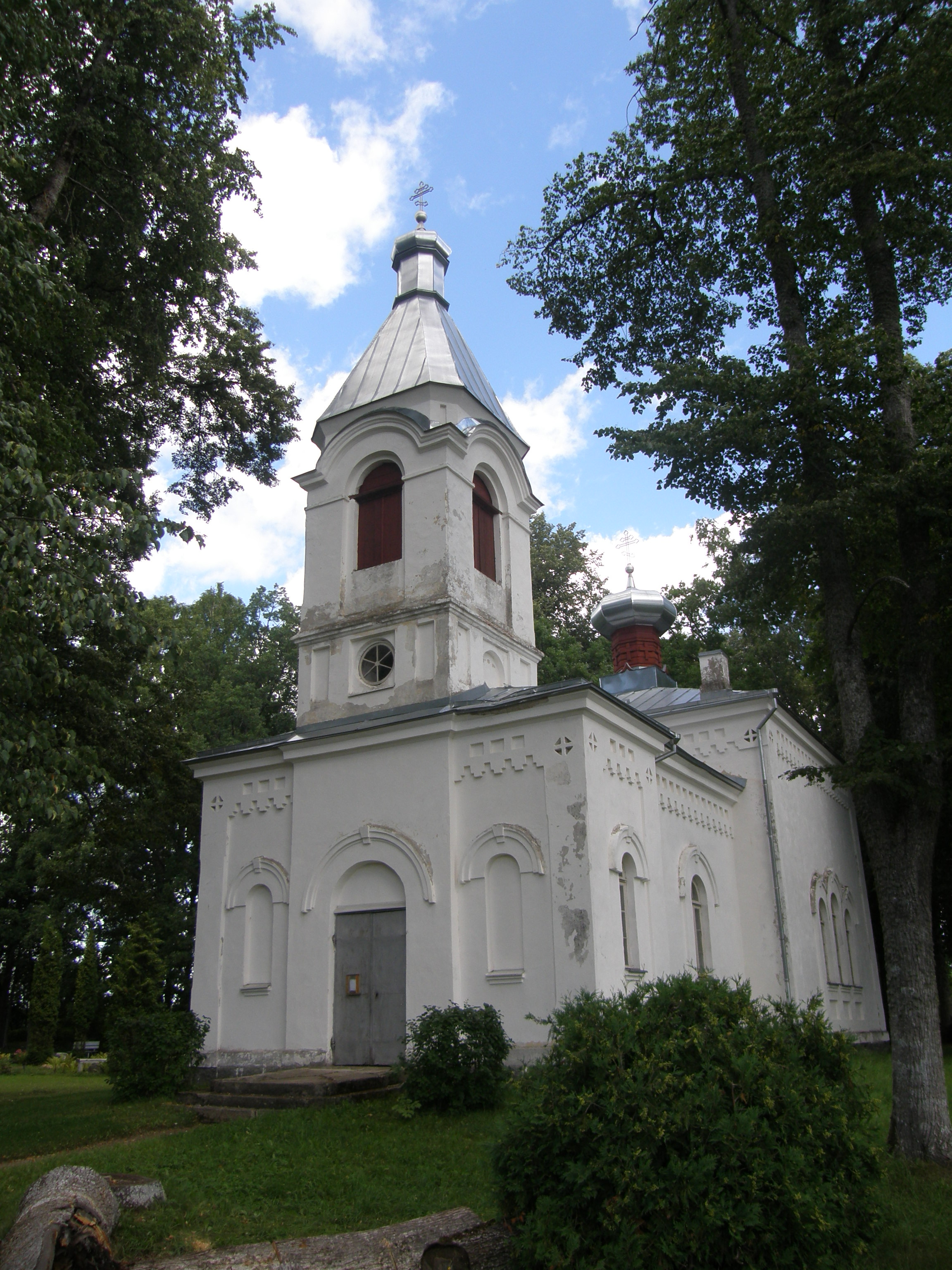
Церковь св. Евфимия Суздальского и св. Марии Египетской
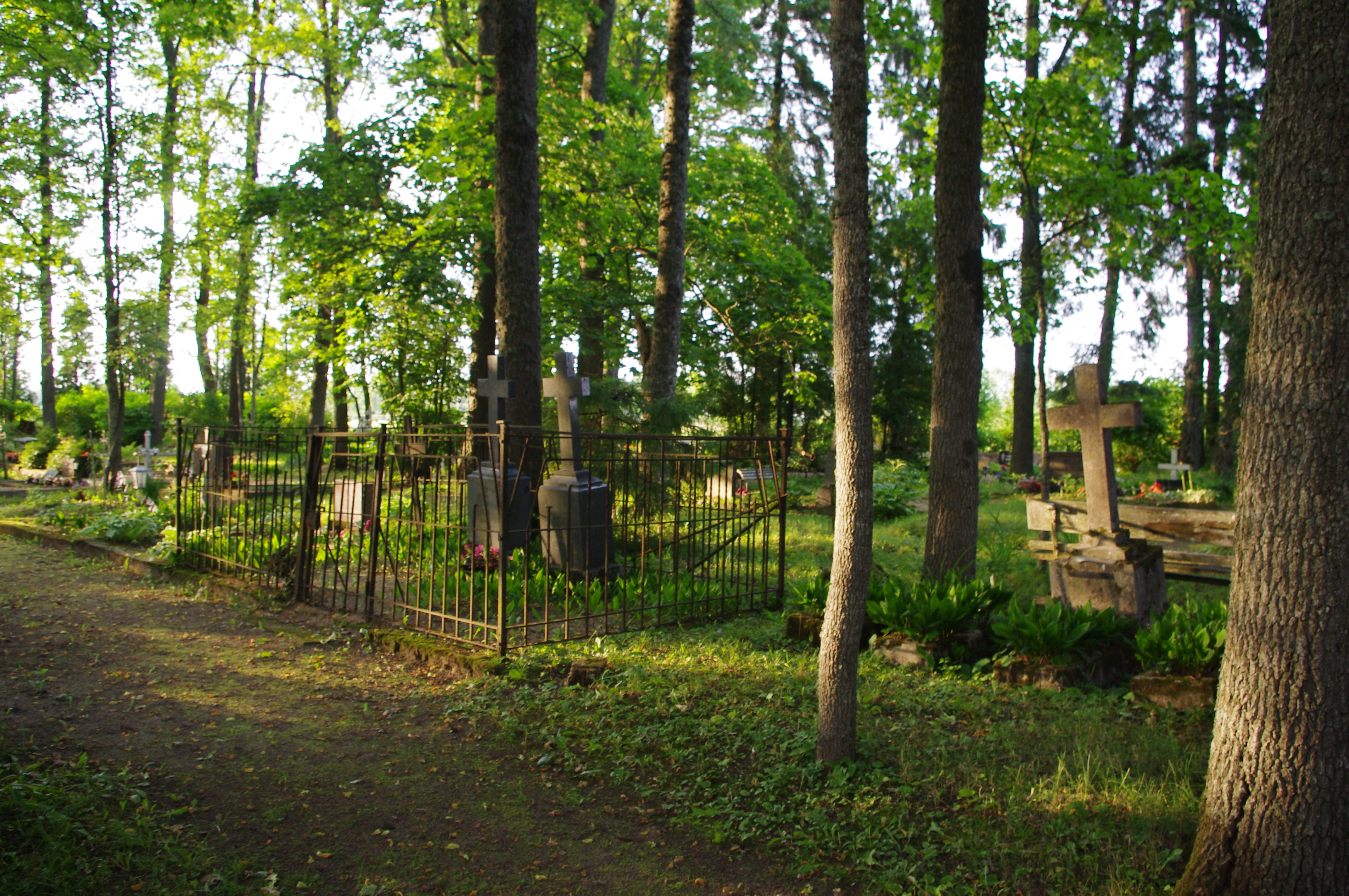
Кладбище
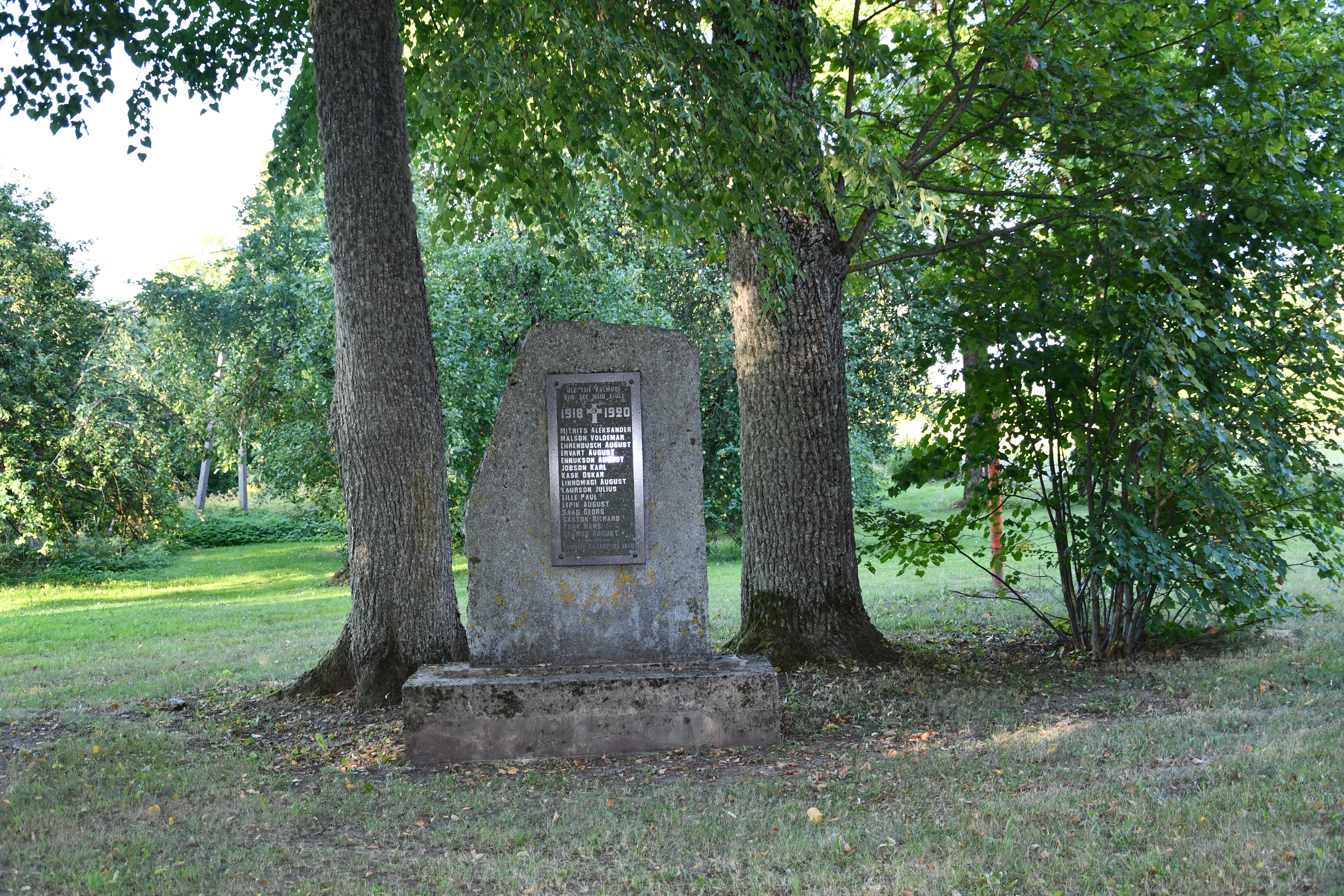
Памятник Эстонской освободительной войне
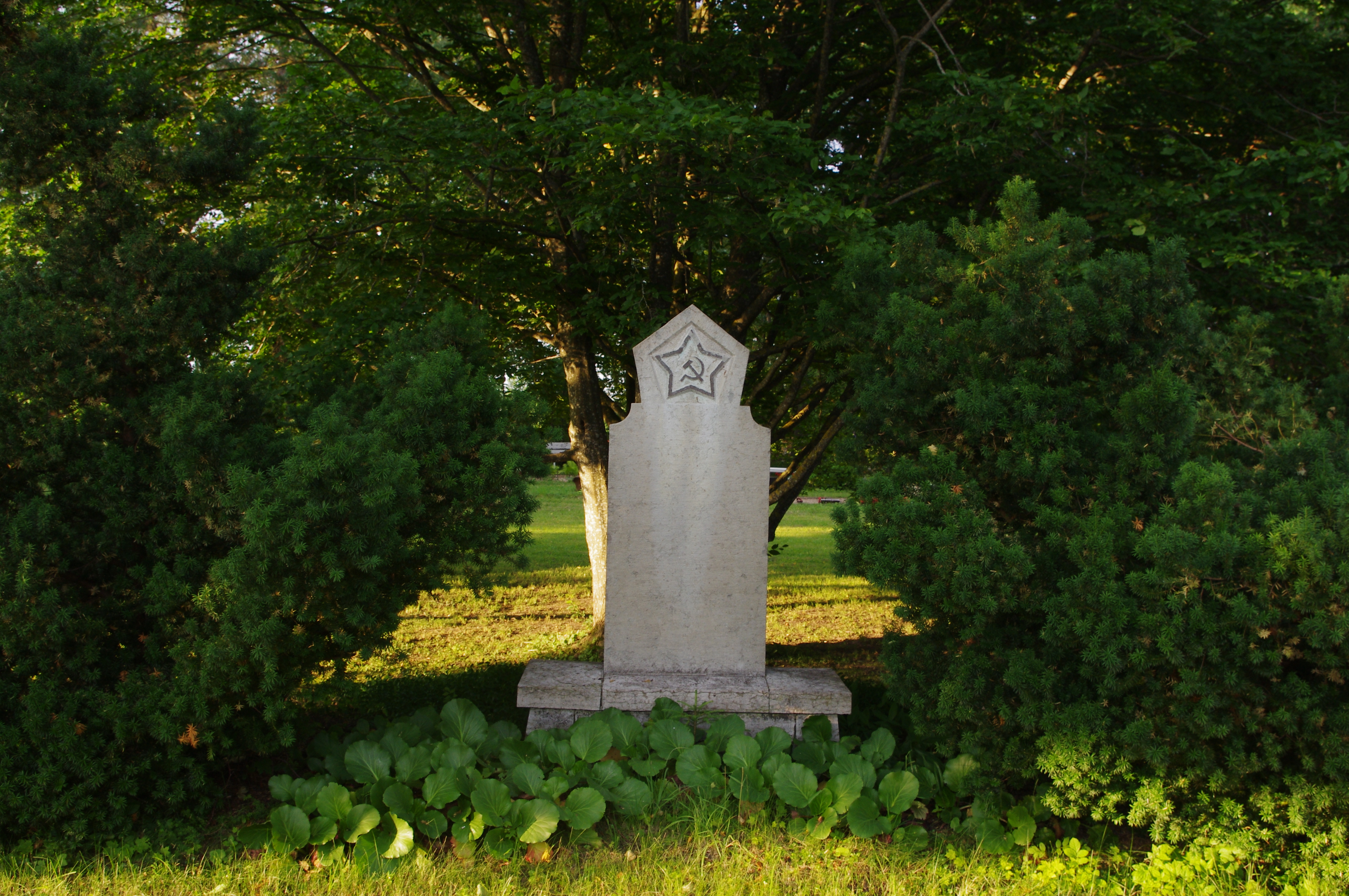
Братская могила советских воинов. Памятник демонтирован в 2023 году